# Boniodendron minus
Boniodendron minus es una especie de planta de la familia Sapindaceae .Es originaria de China y Vietnam . 

## Conservación
El Boniodendron minus fue evaluado como " vulnerable " en la Lista Roja de la UICN de 1998, donde se dice que es originario sólo de Vietnam.  A 2023 de February Plants of the World Online le da una distribución más amplia, incluyendo Yunnan a Hunan en China. 